# Alexandre Franchini
Pour les articles homonymes, voir Franchini.
Alexandre Franchini, né le 24 février 1980 en Moselle, est un culturiste français.

## Biographie
Alexandre Franchini est né en 1980 et est originaire du département de la Moselle.